# DEATHLESS (NECRONOMIDOLのアルバム)
『DEATHLESS』は、日本の女性アイドルグループ・NECRONOMIDOLの2作目のアルバム。初回限定NEX盤には2015年に行われた2ndワンマンと3rdワンマンの様子を、初回限定SANGUIS盤には2016年6月に開催された4thワンマンのライブ映像を収めたDVDが付属する。
アルバム発売に先駆け「ITHAQUA」のミュージックビデオが公開された。

## 収録曲
1. END OF DAYS (5:18)
2. 4.7L (4:46)
3. SKULLS IN THE STARS (4:42)
4. KERES THANATOIO (4:17)
5. 重慶REDLINE (3:59)
6. HEXENNACHT (3:29)
7. NEPENTHE (3:51)
8. ITHAQUA (4:54)